# Калифорния-стрит

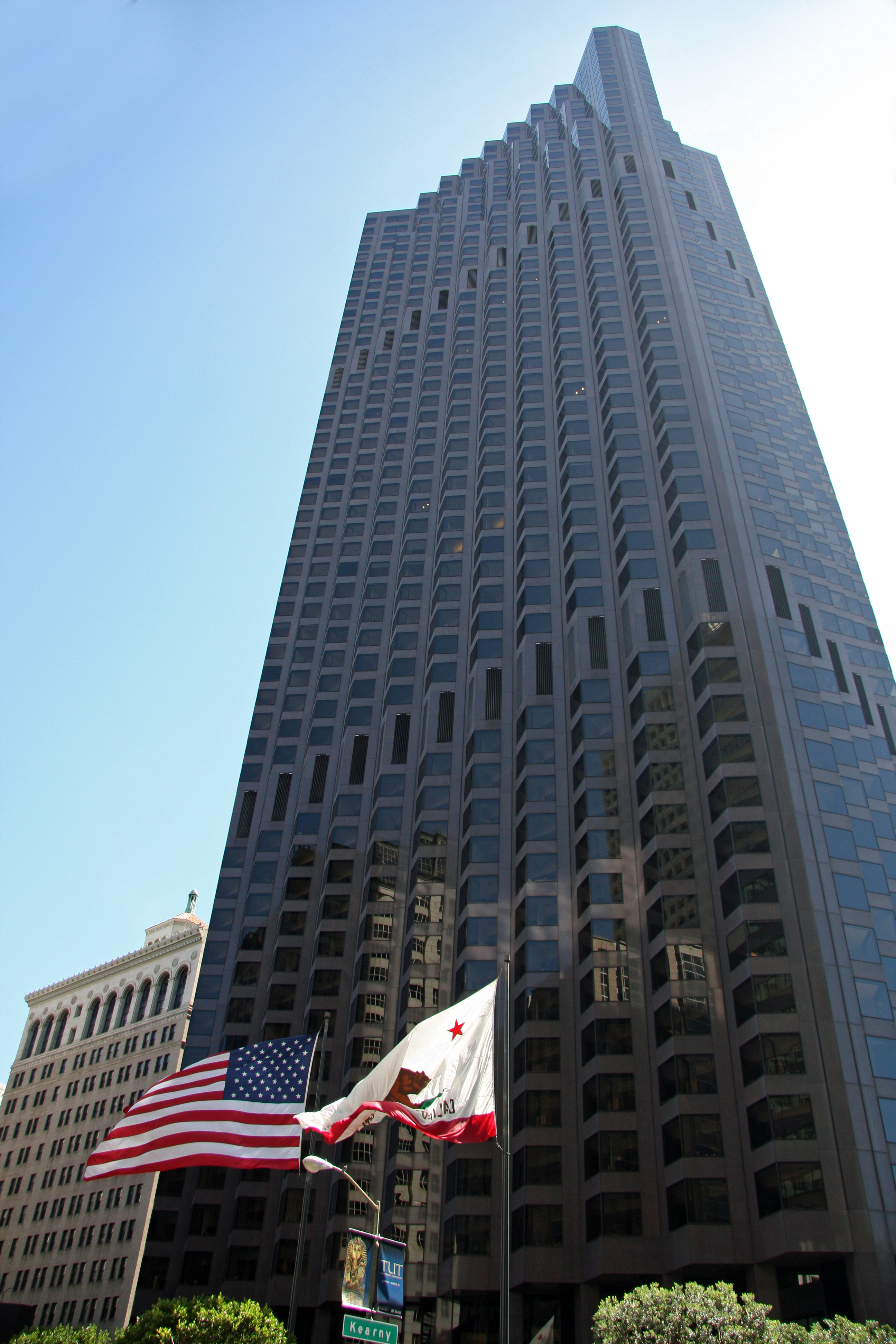
Дом 555 по Калифорния-стрит: офисный 52-этажный небоскрёб высотой 237,4 метра. 2-е по высоте здание в Сан-Франциско, 4-е в Калифорнии и 60-е по высоте в США, самое высокое здание Западного побережья с 1969 по 1972 год. С 1969 по 2005 год было известно как «Здание Банка Америки».

Калифорния-стрит (англ. California Street) — улица в Сан-Франциско, Калифорния.

## Описание
Калифорния-стрит, одна из самых длинных и важных улиц в Сан-Франциско, идущая практически по прямой линии 5,2 мили (8,4 км) с востока на запад от финансового района до Линкольн Парка в дальнем углу северо-запада города.

## Транспорт
По улице проходит линия канатного городского трамвая California Street Line.

## Достопримечательности
- №555 Небоскреб, 52 этажа.